# Georges Theunis
Georges Emile Léonard Theunis (1873. február 28. – 1966. január 4.) belga politikus és államférfi volt, Belgium miniszterelnöke 1921–1925, majd második alkalommal 1934–1935 között.

## Élete
Theunis 1873-ban született Montegnée-ben. Műszaki tanulmányokat folytatott, de katonai kiképzésben is részesült. Pályáját az Empain belga vállalatcsoportnál kezdte, majd később az ACEC vállalat igazgatótanácsának elnöke lett. Az első világháború alatt Londonba emigrált, ahol a Belga Háborús Ellátási Bizottság vezetője volt. A háború után részt vett a Párizsban szervezett békekonferenciákon és a belga delegáció tagja volt a háborús jóvátétel nagyságát megállapító bizottságban. 1926 és 1927 között a genfi székhelyű International Economic Conference elnöke volt.
1926-ban tagja lett az újonnan létrehozott Belga Nemzeti Bank kormányzótanácsának és egészen 1940-ig, kis megszakításokkal, töltötte be ezt a pozíciót, ahol a belga nagybankok érdekeit képviselte. A második világháború alatt Belgium nagykövete volt az Amerikai Egyesült Államokban. 1941-ben a Londonba menekült belga emigráns kormány feje Hubert Pierlot kinevezte a Nemzeti Bank elnökének. 1945-ben, a háború után lemondott erről a tisztségről és visszavonult.
Első alkalommal Henri Carton de Wiart kormányában kapott miniszteri tisztséget, 1920-tól pénzügyminiszter volt. A kormány lemondása után 1921. december 16-án őt kérték fel kormányalakításra. 1921 és 1925 között a kormány miniszterelnöke és pénzügyminiszter. Ebben az időszakban hozták létre a gazdasági uniót Belgium és Luxemburg között. 1925 és 1926 között a katolikus párt képviseletében a belga szenátus tagja. 1932-ben rövid időre honvédelmi miniszter Charles de Broqueville második kormányában, majd 1934. november 20-án megalakította második kormányát, amely 1935. március 25-éig volt hivatalban.

## Az első Theunis-kormány tagjai
| Miniszteri tiszt                         | Név                  | Párt      |
| ---------------------------------------- | -------------------- | --------- |
| Miniszterelnök és pénzügyminiszter       | Georges Theunis      | Katolikus |
| Külügyminiszter                          | Henri Jaspar         | Katolikus |
| Belügy és népegészségügyi miniszter      | Paul Berryer         | Katolikus |
| Művészeti és tudományos miniszter        | Eugène Hubert        | Liberális |
| Igazságügyminiszter                      | Fulgence Masson      | Liberális |
| Mezőgazdasági és közmunkaügyi minisztger | Albéric Ruzette      | Katolikus |
| Ipari és munkaügyi miniszter             | Romain Moyersoen     | Katolikus |
| Vasút, posta és távközlési miniszter     | Xavier Neujean       | Liberális |
| Honvédelmi miniszter                     | Albert Devèze        | Liberális |
| Gyarmatügyi miniszter                    | Louis Franck         | Liberális |
| Gazdasági miniszter                      | Aloys van de Vijvere | Katolikus |

### Változások
- 1922. október 16.
  - Eugène Hubert lemondott, helyét Pierre Nolf vette át.
- 1923. augusztus 6.
  - Albert Devèze lemondott, helyét Pierre Forthomme vette át.
- 1924. március 11.
  - Henri Jaspar lemondott, helyét Paul Hymans vette át.
  - Romain Moyersoen vette át  Aloys van de Vijvere helyét a gazdasági tárca élén, és Paul Tschoffen lett az új ipari miniszter.
  - Louis Franck lemondott, helyét Henri Carton de Tournai vette át a gyarmatügyi tárca élén.

## A második Theunis-kormány tagjai
| Miniszteri tiszt                                         | Név                        | Párt         |
| -------------------------------------------------------- | -------------------------- | ------------ |
| Miniszterelnök                                           | Georges Theunis            | Katolikus    |
| Külügyi és külkereskedelmi miniszter                     | Paul Hymans                | Liberális    |
| Belügyminiszter                                          | Hubert Pierlot             | Katolikus    |
| Közoktatási miniszter                                    | Jules Hiernaux             | Pártonkívüli |
| Igazságügyminiszter                                      | François Bovesse           | Liberális    |
| Pénzügyminiszter                                         | Camille Gutt               | Pártonkívüli |
| Mezőgazdasági, közmunkaügyi és kisvállalkozási miniszter | Frans Van Cauwelaert       | Katolikus    |
| Munkaügyi és szociális miniszter                         | Edmond Rubbens             | Katolikus    |
| Gazdasági miniszter                                      | Philip Van Isacker         | Katolikus    |
| Szállítási és távközlési miniszter                       | Charles du Bus de Warnaffe | Katolikus    |
| Honvédelmi miniszter                                     | Albert Devèze              | Liberális    |
| Gyarmatügyi miniszter                                    | Paul Charles               | pártonkívüli |
| Tárca nélküli miniszter                                  | Emile Francqui             | pártonkívüli |

## Változások
- 1935. január 14-én Frans Van Cauwelaert lemondott, helyét ideiglenesen Hubert Pierlot vette át a mezőgazdasági és Philip Van Isacker a közmunkaügyi tárca élén.
- 1935. március 13-án August De Schryvert kinevezték mezőgazdasági miniszternek.
- 1935. március 14-én Philip Van Isackert kinevezték közmunkaügyi miniszternek.

## Fordítás
- Ez a szócikk részben vagy egészben  a   Georges Theunis című angol Wikipédia-szócikk fordításán alapul.  Az eredeti cikk szerkesztőit annak laptörténete sorolja fel. Ez a jelzés csupán a megfogalmazás eredetét és a szerzői jogokat jelzi, nem szolgál a cikkben szereplő információk forrásmegjelöléseként.